# William Henry Bury
William Henry Bury (25 tháng 5 năm 1859 - 24 tháng 4 năm 1889) bị nghi ngờ là kẻ giết người hàng loạt "Jack the Ripper" nổi tiếng. Ông bị treo cổ vì vụ giết người vợ Ellen năm 1889 và là người cuối cùng bị hành hình ở Dundee, Scotland.
Bury đã mồ côi từ khi còn rất nhỏ và học tại một trường từ thiện ở Midlands tiếng Anh. Sau vài năm làm việc thường xuyên với tư cách là thư ký, anh ta rơi vào tình trạng khó khăn tài chính, bị đuổi việc vì trộm cắp, và trở thành một người bán rong trên đường phố. Năm 1887, anh chuyển đến London, nơi ông kết hôn với gái bán hoa có thể là Ellen Elliot. Trong cuộc hôn nhân căng thẳng, kéo dài chỉ hơn một năm, họ phải đối mặt với khó khăn về tài chính ngày càng tăng. Vào tháng 1 năm 1889, họ chuyển đến Dundee. Tháng sau, anh ta bóp cổ vợ bằng dao, đâm xác chết bằng một cái dao và giấu thi thể trong một chiếc hộp trong phòng của họ. Vài ngày sau, anh ta trình diện với cảnh sát địa phương và bị bắt vì tội giết người. Cố gắng và kết án, ông đã bị kết án tử hình bằng cách treo cổ. Ngay trước khi bị bắt, ông thú nhận tội ác. Mặc dù tội lỗi của Bury không còn nghi ngờ gì nữa, Dundee đã có một lịch sử phản đối án tử hình và tờ The Dundee Courier đã in một bài xã luận ngay ngày hôm sau khi ông ta tuyên án "án tử hình" về án tử hình.
Bury giết chết vợ của ông ngay sau khi cao điểm của những vụ giết người Whitechapel ở London, được cho là do kẻ giết người hàng loạt "Jack the Ripper". Nơi ở trước đó của Bury gần Whitechapel và những điểm tương đồng giữa những tội ác của Ripper và Bury dẫn báo chí và nhà báo James Berry để cho thấy rằng Bury là Ripper. Bury đã phản đối sự vô tội của mình trong vụ án Ripper, và cảnh sát đã bác bỏ anh ta như một nghi phạm. Các tác giả sau này đã dựa trên những cáo buộc trước đó, nhưng ý tưởng rằng Bury là Ripper không được chấp nhận rộng rãi.

## Tuổi thơ và tuổi trẻ
William Bury sinh ra ở Stourbridge, Worcestershire, người con út trong bốn đứa con của Henry Bury và vợ Mary Jane (née Henley). Anh ta bị mồ côi khi mới sinh. Cha ông, làm nghề cho một người đánh cá địa phương, gọi là "Joscelyne", qua đời trong một vụ tai nạn xe ngựa ở Halesowen vào ngày 10 tháng 4 năm 1860. Trong khi trên đường xuôi, ông rơi xuống dưới bánh xe cá và bị giết khi con ngựa bị bắt Và kéo chiếc xe lăn qua cơ thể dễ bị tổn thương của mình. Mẹ của William có thể đã bị trầm cảm sau khi sinh vào thời điểm cái chết của chồng mình và đã cam kết với Người tị nạn và Lunatic Asylum của Worcester County vào ngày 7 tháng 5 năm 1860 bị tàn phá. Cô vẫn ở đó cho đến khi cô qua đời vào tuổi 33 ngày 30 tháng 3 năm 1864.
Người chị cả của William, Elizabeth Ann, đã qua đời vào năm bảy tuổi trong một cơn động kinh vào ngày 7 tháng 9 năm 1859, có thể đã góp phần gây trầm cảm của Mary Jane. Hai đứa trẻ khác, Joseph Henry và Mary Jane, đều chết trước năm 1889. William được nuôi nấng đầu tiên ở Dudley bởi chú cưng của ông, Edward Henley,] và đến năm 1871, ông đã ghi danh học tại trường từ thiện của Blue Coat ở Stourbridge.
Năm mười sáu tuổi, anh tìm được việc làm nhân viên của một nhân viên tại một nhà kho tại Horseley Fields, Wolverhampton, cho đến đầu những năm 1880 khi anh ta rời khỏi nhà kho sau khi không trả được nợ. Ông đã làm việc cho một nhà sản xuất khóa Osborne ở Lord Street, Wolverhampton, cho đến khi ông bị đuổi việc vì trộm cắp trong năm 1884 hoặc 1885. Trong vài năm tới, nơi ở của ông ta không được biết đến một cách rõ ràng, nhưng dường như ông ta đã sống một cuộc sống không ổn định ở Midlands và Yorkshire ở Anh. Vào năm 1887, anh kiếm sống bằng nghề bán hàng, bán các đồ vật nhỏ như chìa bút chì và nhẫn chính trên đường phố Snow Hill, Birmingham.